# Referèndum sobre la Constitució de Guinea Equatorial de 1968
El referèndum sobre la Constitució de Guinea Equatorial fou un referèndum que es va dur a terme l'11 d'agost de 1968 amb l'objectiu de ratificar la Constitució de Guinea Equatorial de 1968, que establia la creació d'un estat independent. La consulta es va fer sota la supervisió d'un equip d'observadors internacionals de les Nacions Unides.
Es van emetre 114.853 vots (de 125.253 votants registrats), dels quals foren vots vàlids 112.655. El 64'32% dels electors va votar a favor de la Constitució.